# سد اللاهون
سد اللاهون بني في فترة الأسرة المصرية الثانية عشر، وجُدد في فترة العصر المملوكي، أعيد بناء السد من الحجر الصلب في العصر المملوكي على يد السلطان الظاهر بيبرس لتنظيم دخول المياه إلى إقليم الفيوم من خلال ترعة بحر يوسف التي تنبع من ترعة الإبراهيمية بمحافظة أسيوط، كما رممت في عهد السلطان الغوري الذي زار الفيوم عام 1512 م، ولاحظ بداية لتآكل أحجار قناطر اللاهون فأصدر أمرا بترميمها.

## الترميم
في عام 1997، أنشأت قناطر جديدة بدلا من هذا السد بالاشتراك مع دولة اليابان ضمن برنامج التعاون المشترك بينها وبين مصر. 